# Mateo Cipriani
Mateo Cipriani este o nuvelă scrisă de Nicolae Filimon și aparține romantismului înalt.